# Гвоздєв Олексій Олександрович
Гвоздєв Олексій Олександрович (21 березня 1887 (2 квітня 1887), Санкт-Петербург — 10 квітня 1939, Ленінград, РРФСР) — російський театрознавець, театральний критик, історик театру, літературознавець, професор Петербурзького університету.

## Наукова спадщина

### Історія театру
У науковій спадщині вченого — критичні статті в галузі літератури і театру, підручники, монографії тощо. Серед найвідоміших — «Історія західноєвропейської літератури. Середні віки та Відродження», «Театр епохи феодалізму», «Про зміну театральних систем», «Театр повоєнної Німеччини», «Західноєвропейський театр на рубежі XIX і XX століть». Досконале знання німецької мови, безпосереднє знайомство з німецькою культурою, літературою, мистецтвом — і найбільше театром, дало О. Гвоздєву можливість на підставі особистих вражень і широкої поінформованості в німецькій театрознавчій науці зробити власні відкриття.

### Створення театрознавчої школи
До О. Гвоздєва в Росії не існувало науки, поіменованої «Театрознавством». Саме від нього прийшло усвідомлення про необхідність розмежування «зовнішнього» не лише науки про театр і літературу, а й розмежування «внутрішнього» — театру і драми. Посилаючись на Макса Германа, О. Гвоздєв певним чином прокладає місток і до нинішніх проблем у галузі теорії драми та театрознавства, — міркування німецького вченого, які дістали належне поцінування й знайшли своє використання в працях російського театрознавця, є актуальними і тепер. Так само, як М. Герман, російський дослідник театру цікавиться проблемою «театр — глядач»: «сучасний глядач потребує грандіозних масових видовищ, а не камерних, замкнених сценою-коробкою вистав». Такий висновок О. Гвоздєв зробив на підставі опублікованої в німецьких журналах статистики, що характеризує число театрів і видовищних приміщень у Берліні.

### Театральна критика
Як театральному критику О. Гвоздєву належать статті й рецензії на драматичні, оперні та балетні вистави, однак виступав він спершу як критик літературний в журналі «Северные записки». Самостійний у судженнях, розпочав з полеміки з В. Мейєрхольдом, заперечуючи право режисера на зміни, скорочення та авторитарне перероблення літературного тексту. Полеміка виявилась щасливим випадком для О. Гвоздєва — він зробив своє перше наукове відкриття завдяки проникненню у творчість італійського драматурга К. Гоцці.